# Отарчик
Отарчик (крим. Otarçıq, з 1945 року по 2023 рік — Новоулья́новка) — село в Україні, у Бахчисарайському районі Автономної Республіки Крим. Розташоване в центрі району. В селі знаходиться мечеть Вахіт-Джамі.
Від 2014 року село окуповане Росією.
2016 року згідно з постановою ВРУ № 1352-VIII селу повернуто історичну назву відповідно до вимог закону «Про засудження комуністичного та націонал-соціалістичного тоталітарних режимів в Україні…». Постанова набирала чинності у 2023 році.

## Населення
За даними перепису населення 2001 року, у селі мешкало 303 особи. Мовний склад населення села був таким:
| Мова              | Число ос. | Відсоток |
| ----------------- | --------- | -------- |
| українська        | 35        | 11,55    |
| російська         | 195       | 64,36    |
| кримськотатарська | 65        | 21,45    |
| вірменська        | 3         | 0,99     |
| білоруська        | 1         | 0,33     |